# Football australiano

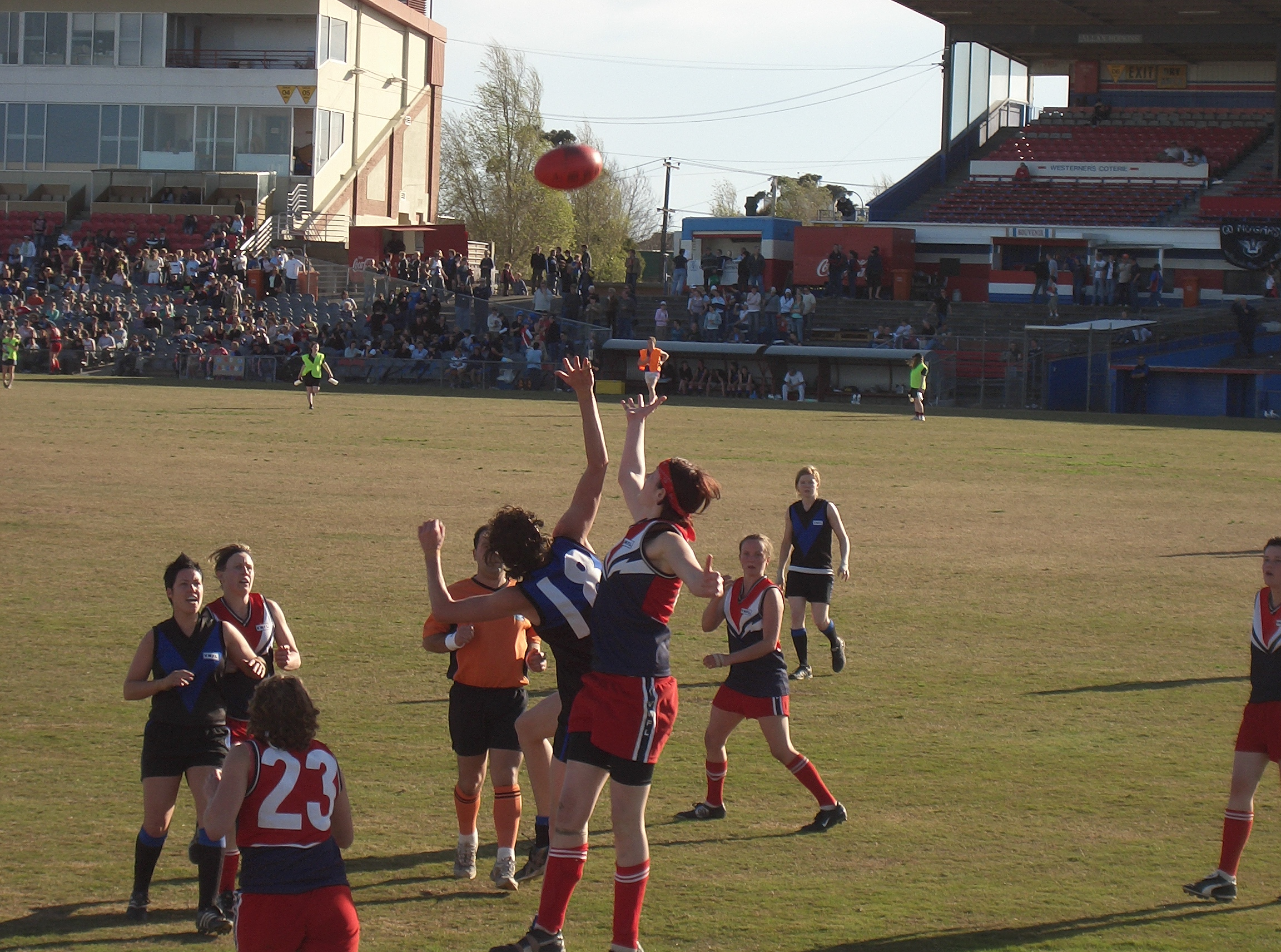
Football australiano praticato da donne

Il football australiano (in inglese Australian rules football, abbreviato in Aussie rules o anche Footy) è lo sport nazionale, nonché l'attività atletica di gran lunga più praticata e seguita, dell'Australia.
Viene giocato fra due squadre di 18 giocatori (con quattro giocatori di riserva con sostituzioni volanti) sui campi di cricket o altri campi in erba sempre di forma ovale. Questi campi variano nelle dimensioni: possono essere lunghi fino a 185 metri, e larghi fino a 155, dunque rappresentano i campi da gioco più grandi di tutti quelli usati nelle diverse forme di football: quasi quattro volte più grandi di un campo di calcio. Il gioco inoltre si caratterizza per il movimento veloce e libero della palla: non c'è il fuorigioco.
Benché sia uno sport giocato d'inverno (in Australia da giugno ad agosto), il precampionato comincia solitamente verso la fine di febbraio (la fine dell'estate nell'emisfero sud). La stagione normale va da marzo (l'autunno) ad agosto (l'inverno) e le finali si giocano in settembre.
Questo sport è diffuso in molte nazioni. Ci sono federazioni in tutta l'Oceania (quasi tutte affiliate all'AFL), in Europa e nel continente americano. Per celebrare i 150 anni di vita del football australiano, nei mesi di agosto e settembre 2008 in Australia si è svolta per la terza volta il campionato mondiale, che viene denominato Coppa internazionale di football australiano: in finale la squadra nazionale di Papua Nuova Guinea ha battuto a sorpresa la nazionale di Nuova Zelanda.

## Storia

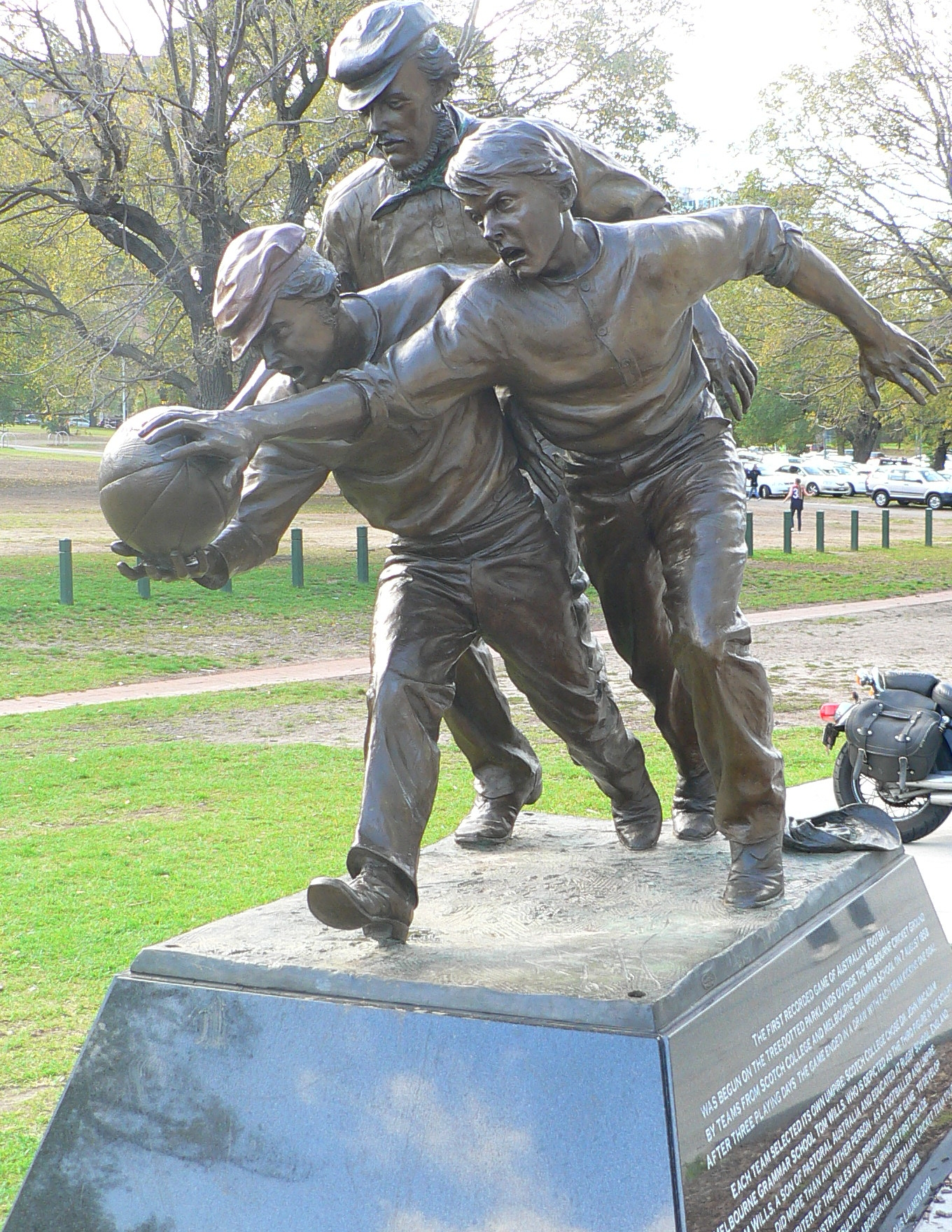
Statua al Melbourne Cricket Ground di Tom Wills che arbitra la prima partita ufficiale di football australiano tra lo Scotch College e la Melbourne Grammar School il 7 agosto 1858

La prima partita fu disputata nel 1858 con un regolamento di gioco abbozzato, che poi fu codificato nel 1859: ha caratteristiche che derivano dagli altri tipi di football, soprattutto dal rugby a 15 e presenta somiglianze col calcio gaelico, anche se esso fu codificato più tardi.
Nel 1877 fu organizzata la Victorian Football Association con 11 squadre e nel 1897, sempre nello Stato del Victoria, si costituì la Victorian Football League con 8 squadre. Nel 1989, dopo l'adesione di squadre degli altri stati, la VFL si trasformò in Australian Football League (AFL), diventando finalmente lega nazionale.
Esiste la Australian Football Hall of Fame, museo nel quale si conservano maglie e foto dei campioni; nel 2001 gli eletti di tale museo erano 171 e di questi 19 sono definiti leggende: tra questi Ron Barassi, di origine italiana, nato il 27 febbraio 1936, che fu professionista dal 1953 al 1969, è considerato il più grande giocatore di tutti i tempi. Gli appassionati ricordano diversi grandi atleti d'origine italiana quali Fevola, Silvagni, Liberatore, Mercuri, Martello, Rocca, Giansiracusa, Ricciuto e Cassisi. In Italia il football australiano è stato divulgato da diverse emittenti televisive: tra queste Telenorba trasmise in differita numerose partite, finali comprese, della lega professionisti tra il 1984 e 1988. Attualmente le TV satellitari Eurosport e Sky trasmettono alcune partite e sintesi del campionato australiano.

## Regolamento
Il campo (field, ground o paddock) è di forma ovale. Le dimensioni sono: lunghezza (asse maggiore) da 135 a 185 metri; larghezza (asse minore) da 110 a 155 metri. Il motivo di questa escursione nelle misure risiede proprio nell'utilizzo di campi da cricket, che non prevede dimensioni standard per i campi da gioco.
Gli atleti in campo sono 18 per squadra (ma il regolamento permette di utilizzarne un numero tra 14 e 18), più quattro riserve (interchange players) da utilizzare durante la gara per cambi senza limite di numero (un giocatore può sostituire o essere sostituito più volte). La partita dura 80 minuti semi-effettivi di gioco, divisi in 4 periodi da 20 minuti con intervallo di 20 minuti tra secondo e terzo periodo, e infine di 6 minuti tra primo e secondo, e terzo e quarto periodo. L'inizio e la fine dei periodi, così come i minuti mancanti al loro inizio, sono segnalati da un sistema di suoni di sirena.
Il pallone è ovale, più allungato e più pesante di quello usato nel rugby. Ancora oggi è fabbricato alla vecchia maniera, con la zona intorno alla valvola di gonfiaggio legata da stringhe. La forma e le dimensioni del pallone risalgono ai primordi di questo sport, nato a metà dell''800: furono ideate da Tom Sherrin, un sellaio che occasionalmente riparava anche i palloni da rugby usati allora. Sherrin fondò poi l'omonima azienda. In passato la scelta del pallone prima di una partita era sancita dal regolamento ufficiale: la squadra di casa presentava all'arbitro un minimo di due palloni, che dopo i controlli di rito venivano sottoposti all'attenzione del capitano della squadra ospite, il quale sceglieva la palla che sarebbe stata usata in partita. Attualmente sono utilizzati più palloni: quando viene segnato un behind, se il pallone tarda ad essere riconsegnato per la ripresa del gioco, può esserne utilizzato un altro, posto in una sacca vicino ai pali. Nelle partite diurne si usa un pallone di colore rosso, mentre in quelle notturne se ne usa uno di colore giallo.
I giocatori possono passarsi il pallone in due modi: con un calcio (kick) o con un passaggio alla mano (handball). Il calcio è la propulsione del pallone con una qualsiasi parte della gamba al di sotto del ginocchio; un handball è il lancio del pallone, tenuto su una mano, e colpito con l'altra chiusa a pugno. Ogni altro modo di passarsi la palla è vietato, a meno che non sia fortuito o costretto dalla situazione di gioco (ad esempio nella conquista di un pallone vagante da parte di più giocatori). Non esiste fuorigioco: i passaggi possono avvenire in ogni direzione, e i giocatori possono disporsi sul campo a loro piacimento.
|  |  |

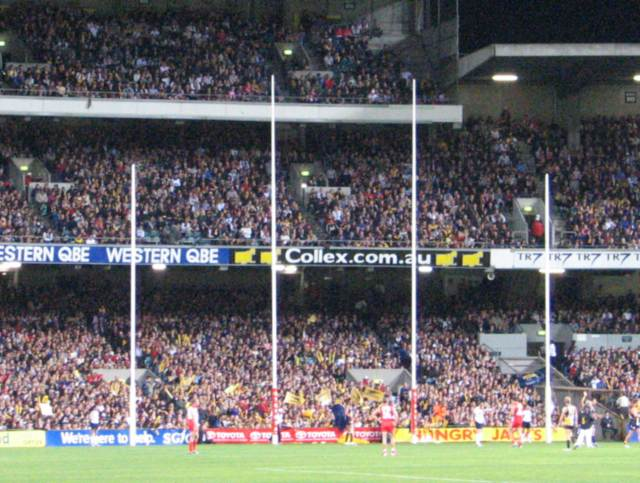
I due pali centrali più alti, con altezza minima di 6 metri, rappresentano i goal posts, mentre i due pali laterali, con altezza minima di 3 metri, sono i behind posts

Alle due estremità del campo (asse maggiore) sono piazzati 4 pali (posts), che vanno a formare le porte: 2 pali centrali più alti (goal posts) e 2 laterali più bassi (behind posts). Questi pali sono disposti in linea retta (cioè non seguono la curva dell'ovale), ad una distanza di 6.4 metri l'uno dall'altro. La linea tra i pali centrali viene chiamata goal line; quella tra un palo centrale ed uno laterale viene chiamata behind line. Un calcio che mandi il pallone nella porta centrale avversaria è un goal e vale 6 punti; in una delle porte laterali è un behind, e vale 1 punto.
Se il pallone viene toccato da un qualsiasi altro giocatore, o viene giocato con la mano, o viene portato direttamente in una qualsiasi porta, vale sempre un behind anche se il pallone entra tra i pali centrali (se la palla tocca in modo fortuito un arbitro, un giudice di gara o un massaggiatore, il goal è valido, idem se il pallone prima di entrare in porta tocca il terreno). Non esiste autogoal: se un giocatore, volontariamente ed al solo scopo di ritardare il gioco, calcia o gioca di mano un pallone in una delle proprie porte viene accordata una punizione nell'area antistante le porte (goal square) alla squadra avversaria; se un giocatore tocca il pallone in una qualsiasi delle proprie porte (compresa quella centrale), senza la chiara intenzione di perdere tempo, ma solo per impedire un goal agli avversari, viene accordato solamente un behind (che in questo caso prende il nome di rushed behind). Se il pallone calciato colpisce i pali centrali, viene accordato un behind; se colpisce i pali laterali, il pallone viene considerato uscito dal campo (nessun punto).
Dalla base dei goal posts è tracciato un rettangolo (goal square, della lunghezza di 9 metri). Da questo rettangolo avviene la rimessa in gioco della palla dopo un behind, da parte della squadra che lo ha subito.
Davanti a ciascuna zona delle porte è tracciata una linea ad arco, la linea dei 50 metri (50-metre arc). Essa ha il solo ruolo di indicare tale distanza dal centro della goal line alla linea stessa. Nella competizione precampionato ai goal segnati al di fuori di questo arco vengono assegnati 9 anziché 6 punti (similarmente a quanto avviene nella pallacanestro per i tiri da fuori).
Al centro del campo è tracciato un quadrato, detto centre square. Al centro di tale quadrato vi sono due cerchi concentrici: uno interno (centre circle, del diametro di 3 metri) ed uno esterno (outer circle, del diametro di 10 metri). Entrambi i cerchi sono divisi in due da una linea tracciata parallelamente alle goal lines. All'interno del centre square avvengono le riprese del gioco all'inizio di ciascuno dei quattro periodi e dopo la segnatura di un goal.
Se un giocatore prende al volo una palla calciata da almeno 15 metri di distanza gli viene accordato un mark: non può essere placcato e ha diritto a un tempo minimo per decidere come giocarla. Al contrario, se un giocatore viene placcato, deve liberarsi della palla non appena ne ha la possibilità; se non lo fa viene punito per trattenuta (holding the ball, è una delle regole più difficili da comprendere, anche perché lasciata alla discrezione degli arbitri). Se un giocatore invece non ha fisicamente la possibilità di passare la palla, perché bloccato da un avversario, essa viene rimessa in gioco dall'arbitro, facendola rimbalzare o semplicemente lanciandola in alto se il terreno è troppo fangoso.
Se in possesso del pallone, un giocatore deve farlo rimbalzare, o toccarlo con la punta del piede, o poggiarlo a terra ogni 15 metri percorsi.

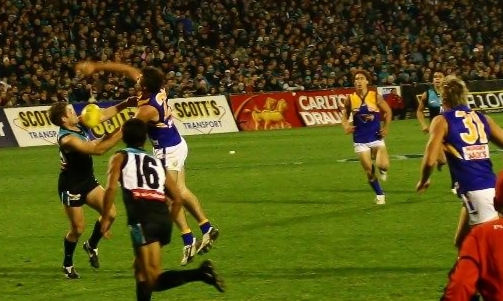
Una partita di football australiano giocata nell'Australia Meridionale

Se la palla viene lanciata o calciata volontariamente fuori dal terreno di gioco, viene rimessa in gioco dalla squadra avversaria, con le mani o calciandola (anche tra i pali), se invece termina fuori a seguito di un contatto involontario, viene rimessa in gioco dall'assistente di linea degli arbitri, con un lancio all'indietro.
Dopo la segnatura di un goal il gioco riprende con un rimbalzo al centro. Solo 4 giocatori per squadra sono ammessi all'interno dell'area di rimbalzo (50x50 metri) al momento del lancio.
I contatti, seppur molto duri, sono soggetti a regole ben precise: è vietato calciare un avversario, fargli uno sgambetto, placcarlo al di sopra delle spalle o spingerlo da dietro mentre sta saltando. L'infrazione di ciascuna di queste regole è punita con un calcio libero, ma non sono previste punizioni disciplinari immediate; non esistono ammonizioni o espulsioni, i giocatori colpevoli vengono segnalati dagli arbitri alla commissione disciplinare (tribunal). Se ritenuti colpevoli dal tribunal i giocatori sono squalificati per uno o più turni e vengono loro assegnati punti di demerito che verranno tenuti in considerazione in caso di future infrazioni.
Se un giocatore non lascia giocare l'avversario dopo la concessione di un calcio di punizione, o lo colpisce dopo che il gioco è stato fermato, protesta platealmente contro la decisione degli arbitri o calcia il pallone al di fuori del terreno di gioco per perdere tempo, la sua squadra viene punita, facendo battere il calcio 50 metri più avanti; se il fallo avviene entro l'area di 50 metri dalle porte, il calcio viene battuto dalla goal square.

### Il punteggio

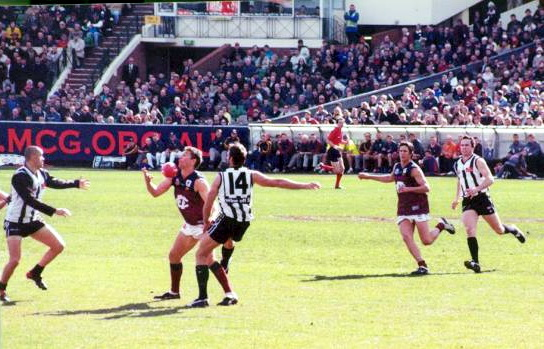
Una partita con divise d'epoca

Il punteggio viene indicato dividendo il numero di goal e di behind da un segno di interpunzione ed indicando tra parentesi la somma dei punti alla fine.
Per esempio: Collingwood 11. 14. (80) def. by Western Bulldogs 18. 13. (121), si legge Collingwood 11 goal 14 behind, ottanta punti, sconfitta dai Western Bulldogs 18 goal 13 behind, 121 punti.
Per decidere quale squadra ha vinto, non è importante il numero di goal o di behind segnati, ma la somma totale di punti.

### Gli arbitri

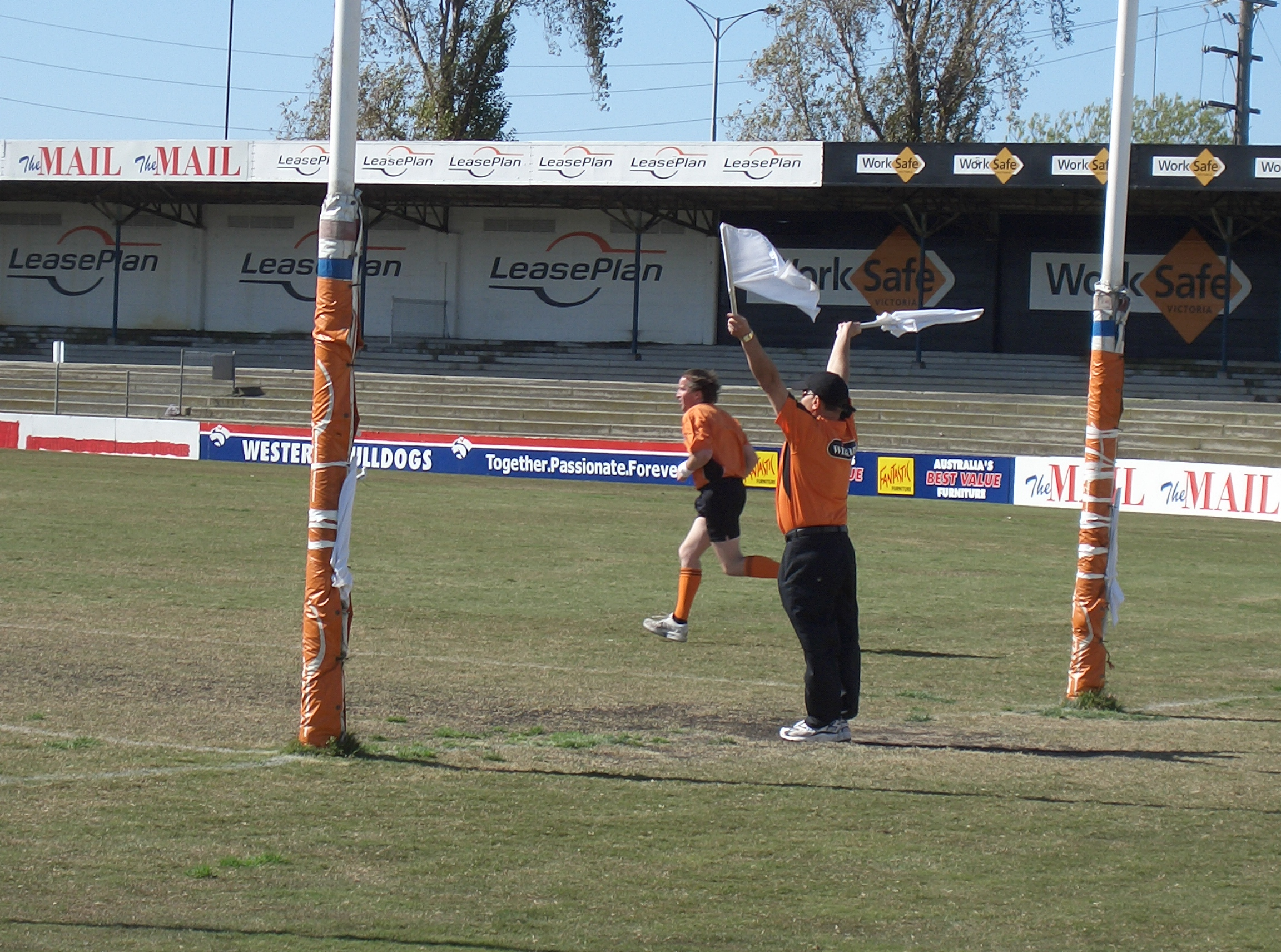
Un arbitro segnala un gol con due bandiere bianche

Le partite sono dirette da tre arbitri, che sorvegliano ciascuno una parte di terreno e che si scambiano regolarmente di posizione. Due assistenti di linea e due giudici di porta coadiuvano gli arbitri nello stabilire rispettivamente se il pallone è uscito dal campo e se ha varcato la linea di porta.
Il giudice di porta segnala il punteggio in modo caratteristico, che è diventato uno degli emblemi di questo sport. Per convalidare un goal alza entrambi gli avambracci ad angolo retto rispetto al corpo, mostrando entrambi gli indici ed in seguito sventolando due bandierine (riposte nel retro dei goal posts); per convalidare un behind alza un solo avambraccio, mostrando un solo indice e sventolando una sola bandierina. Nel caso l'arbitro esegua un overrule, cambi cioè la decisione del giudice di porta, quest'ultimo segnala il cambiamento di punteggio nel modo seguente: si pone al centro della goal line, incrocia le bandierine al di sopra della testa, e subito dopo indica il nuovo punteggio in uno dei modi descritti.

## Football australiano in Italia
L'AFL Italia è stata costituita nel 2010 ed è attualmente il massimo campionato di questo sport in Italia. Sono quattro le formazioni in campionato ossia Roma Blues, Genova Dockers, Milano Aussie Rulers e Lugano, che sta in Svizzera: le squadre sono formate da 9 giocatori attivi sul campo di gioco, che è ricavato su un campo di rugby o calcio. La squadra nazionale italiana ha disputato diverse partite valide per il Campionato europeo di football australiano, che viene praticato nella variante di 9 giocatori per squadra poiché in Europa mancano i grandi campi da gioco presenti nelle città australiane.